# はるさめ型巡視艇
はるさめ型巡視艇（はるさめがたじゅんしてい、英語: Harusame-class patrol craft）は、海上保安庁の港内艇（後に巡視艇と改称）の船級。区分上はCL型、公称船型は16メートル型。

## 概要
連合国軍最高司令官総司令部（GHQ）は、海上保安庁に対して、流氷に耐えうる船体構造を備えて寒冷地区に配備する港内艇の整備を勧告した。これに応じて、まず昭和25年度計画で10メートル型CS（すずらん型）が整備されたが、これは小型のため荒天時の使用に困難を伴った。このことから翌年度計画では、ソビエト連邦に輸出された115馬力曳船をタイプシップとした、一回り大型で多少高速の16メートル型CLが建造されることとなった。これが本型である。
このような経緯から、船体は漁船型の重構造木船とされた。また主機関も焼玉エンジンが用いられた。これらのコンセプトは、同年度計画で建造されたさぎり型（18メートル型PC）と同様であった。

## 同型船一覧
船体番号は、1954年5月1日に変更されている。
| 計画年度   | #             | 船名     | 建造所         | 竣工          | 解役          |
| ---------- | ------------- | -------- | -------------- | ------------- | ------------- |
| 昭和26年度 | CL-84 → CL-01 | はるさめ | 山西造船鉄工所 | 1952年3月25日 | 1969年9月26日 |
| 昭和26年度 | CL-85 → CL-02 | むらさめ | 山西造船鉄工所 | 1952年3月31日 | 1970年1月24日 |